# Lago do Mont d'Orge
O Lago do Mont d'Orge também conhecido como Lago de Montorge é um lago localizado próximoa à localidade de Sion, Cantão de Valais, Suíça.